# Imre Szöllősi
Imre Szöllősi (Budapest, 19 febbraio 1941 – Budapest, 27 dicembre 2022) è stato un canoista ungherese.

## Palmarès

### Olimpiadi
- 3 medaglie:
  - 2 argenti (Roma 1960 nel K-1 1000 m; Roma 1960 nel K-1 4 × 500 m)
  - 1 bronzo (Città del Messico 1968 nel K-4 1000 m)

### Mondiali - Velocità
- 3 medaglie:
  - 1 oro (Berlino Est 1966 nel K-2 10000 m)
  - 2 argenti (Berlino Est 1966 nel K-4 10000 m; Copenaghen 1970 nel K-2 10000 m)